# PNNI
PNNI (Private Network-to-Network Interface) è un algoritmo di routing usato su ATM molto simile all'OSPF che prevede diversi livelli di gerarchia di distribuzione delle informazioni.
Questo permette ad ogni nodo di conoscere la strada da far percorrere alle celle ATM, quantificando con una certa approssimazione le caratteristiche necessarie a garantire la QoS.